# 吉村一将
吉村 一将（よしむら かずま、2001年8月1日 - ）は、ジャパンラグビーリーグワン日野レッドドルフィンズに所属するラグビー選手。

## プロフィール
- 熊本県出身[1]。
- ポジションはプロップ(PR)。
- 身長 176 cm、体重 113 kg
- 目標とする選手はマチュー・バスタロー(元フランス代表)[2]。

## 略歴
2020年、流経大柏高校卒業後、流通経済大学に加入。
2024年、アーリーエントリーで日野レッドドルフィンズに加入。
2025年1月11日に行われたJAPAN RUGBY LEAGUE ONE第3節グリーンロケッツ東葛戦に途中出場でリーグワン公式戦初出場を果たした。